# Hélène de Gingins
Hélène de Gingins (* 15. Mai 1828 in Genf; † 23. Juli 1905 ebenda; gebürtige Hélène Tronchin) war eine Schweizer Salonnière, Abolitionistin und Frauenrechtlerin.
1875 lernte die Tochter von Henri Tronchin Josephine Butler kennen und schloss sich deren Kampf gegen staatliche Reglementierung der Prostitution an. Josephine Butler war Leitfigur der Ladies’ National Organisation, die sich in Grossbritannien gegen die Contagious Diseases Acts verwendete, die die bestehende sexuelle Doppelmoral zementierte.
Gingins wurde Mitglied im Comité intercantonal de dames de la Suisse, im Internationalen Verein Freundinnen junger Mädchen und im Schweizerischen Frauenbund zur Hebung der Sittlichkeit. Ab 1884 war sie im Vorstand der Fédération abolitionniste internationale und von 1891 bis 1905 Vizepräsidentin der Organisation.